# SN 1572
SN 1572 (Наднова Тихо, Нова Тихо, «B  Кассіопеї» (B Cas), 3С 10) — наднова типу IA в сузір'ї Кассіопеї, одна з восьми наднових, спостереження яких (неозброєним оком) зазначено в історичних документах. Вона з'явилась на початку листопада 1572 року і була незалежно відкрита багатьма дослідниками.

## Історичний опис

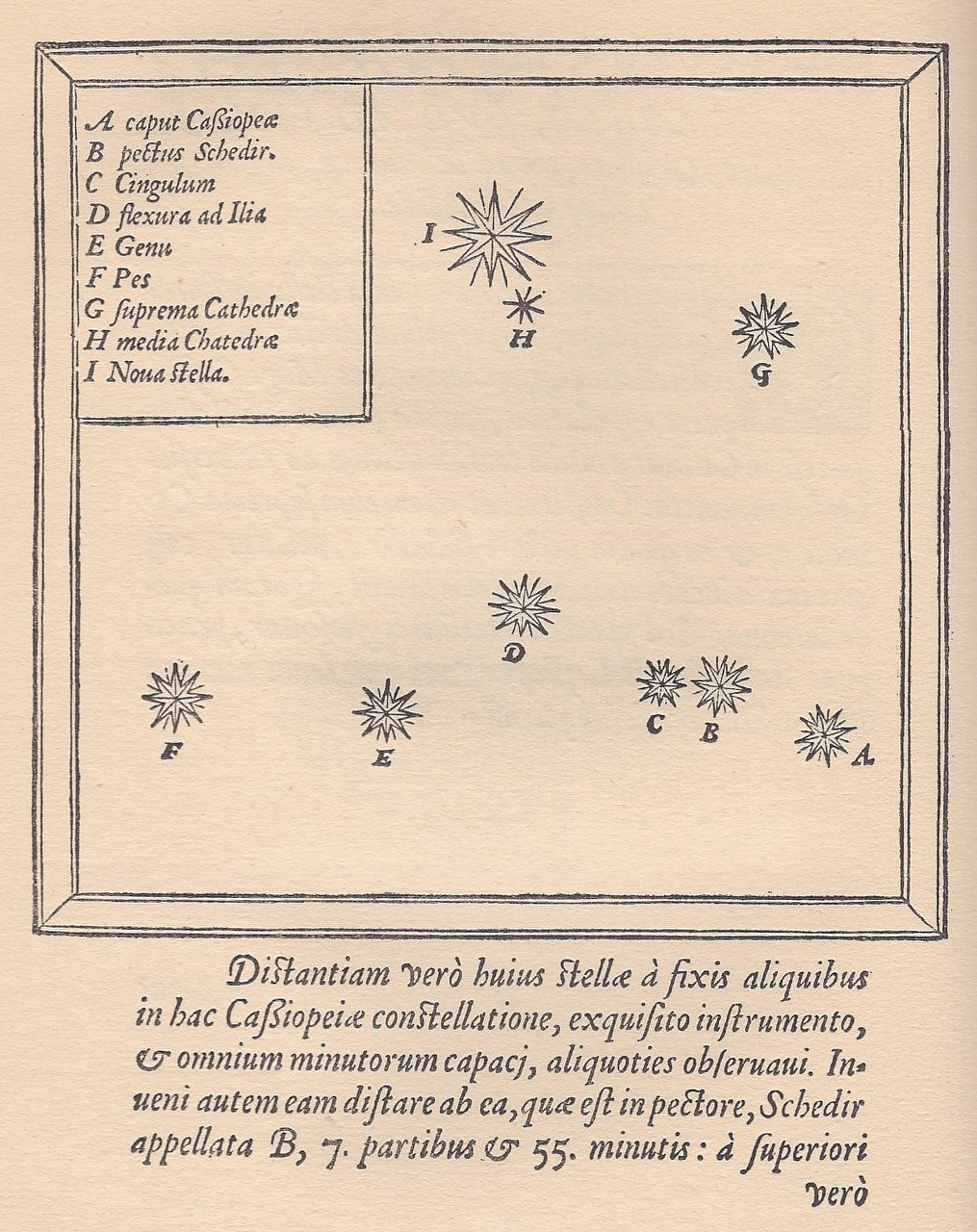
Зоряна карта сузір'я Кассіопея, що показує положення (позначене I) наднової 1572 року; з праці Тихо Браги «De nova… stella»

Поява в Чумацькому Шляху наднової 1572 року належить до числа найважливіших подій в історії астрономії. Поява «нової зорі» допомогла переглянути стародавні моделі неба і прискорити революцію в астрономії, яка почалася з розуміння потреби створити кращі астрометричні зоряні каталоги (і, отже, потреби в точніших приладах для астрономічних спостережень). Вона також кинула виклик Аристотелівській догмі незмінності царства зір.
Наднову 1572 року часто називають «Наднова Тихо Браге» тому, що детальна праця Тихо Браге «De nova et nullius aevi memoria prius visa stella» («Про зорю, нову і ніколи не бачену в житті або пам'яті кого-небудь», видана 1573 року з перевиданням під керівництвом Йоганна Кеплера в 1602 і 1610 роках) містить як власні спостереження наднової Тихо Браге, так і аналіз спостережень багатьох інших очевидців. Тихо не перший спостерігав наднову 1572 року, хоча він був, ймовірно, найбільш точним спостерігачем об'єкта. Майже настільки ж точними були його європейські колеги, такі, як Вольфганг Шулер, Томас Діггз, Джон Ді, Франческо Мауроліко, Херонімо Муньос, Тадеаш Гаєк чи Бартоломеус Рейзахер.
В Англії королева Єлизавета I викликала математика й астролога Томаса Аллена, «щоб отримати його поради про нову зорю, яка з'явилася в Кассіопеї, чому він дав своє обізнане пояснення», як написав антиквар Джон Обрі у своїх меморандумах століття потому.
У Китаї часів династії Мін зоря стала предметом розбрату між Великим секретарем Чжаном Ючженгом і молодим Імператором Ваньлі: відповідно до космологічної традиції, імператор був попереджений переглянути його негідну поведінку, оскільки нова зоря була сприйнята як недобрий знак.
Більш надійні доповіді тієї епохи зазначають, що нова зоря спалахнула між 2 і 6 листопада 1572 р., коли вона змагалась з Венерою по яскравості. Наднову було видно неозброєним оком до 1574 року, вона поступово згасала, поки не зникла з очей.

## Залишок наднової

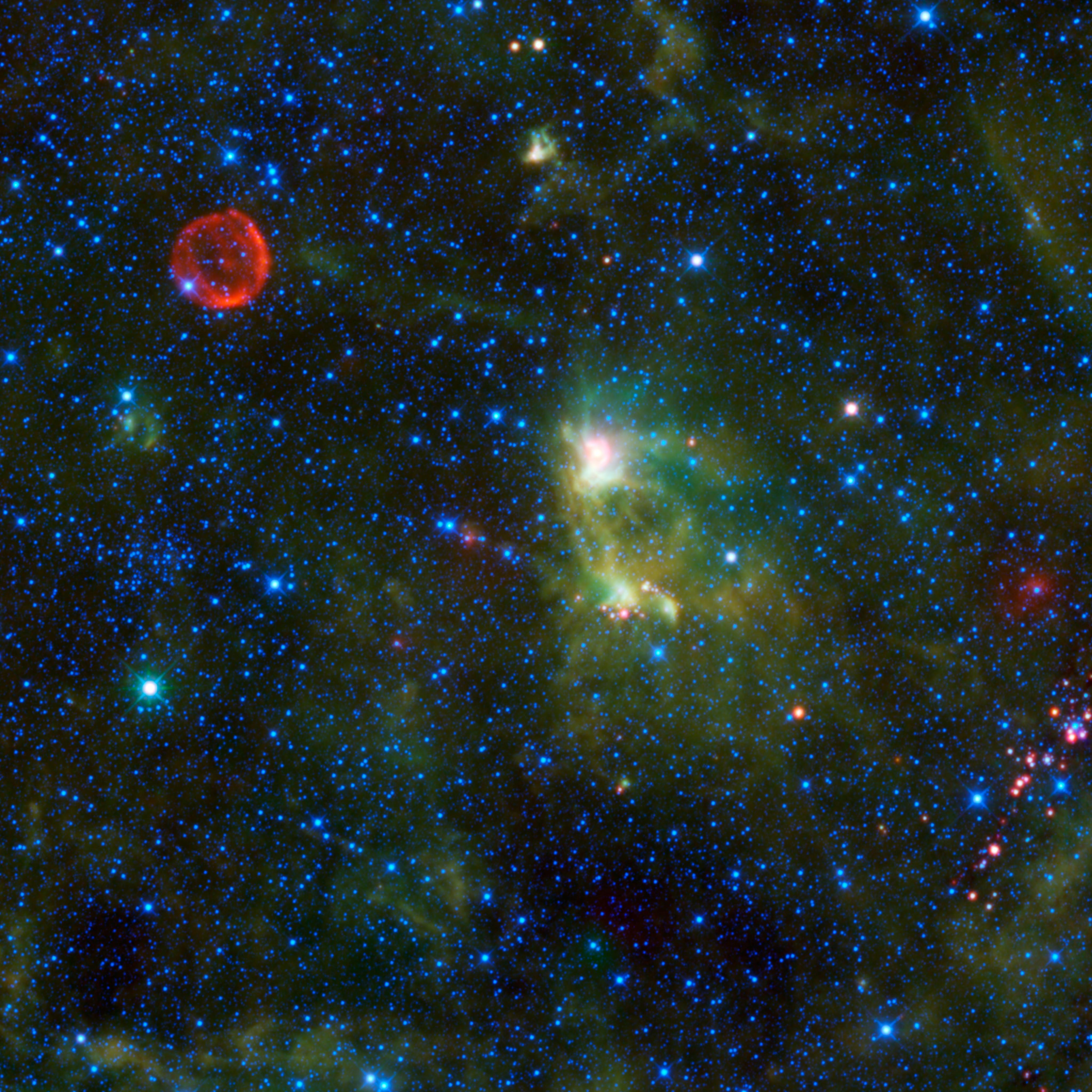
Залишок наднової Тихо — червоне коло у верхній лівій частині цього фото за допомогою WISE.

Відстань до залишку наднової оцінювалась від 2 до 5 кпк (тобто між 6500 і 16 300 світлових років), але останні дослідження показують значення ближче до 2,5—3 кпк (8000 — 9800 світлових років).

### Радіоспостереження
Пошук залишку наднової був невдалим до 1952 року, коли Хенбері Браун і Хазард повідомили про його радіо виявлення на 158,5 МГц, в обсерваторії Джодрелл-Бенк. Це було підтверджено, а позиція більш точно виміряна Болдвіном та Еджем (1957) з використанням Кембриджського радіотелескопа на довжині хвилі 1,9 м; залишок був попередньо внесений у другий Кембриджський каталог радіоджерел як об'єкт «2С 34» і визначений точніше як «3С 10» у третьому Кембриджському списку (Едж і співавт. 1959). У науковому світі не має суперечки, що 3С 10 — це залишок наднової, яка спостерігалась у 1572—1573 рр. Після статті-огляду Мінковського (1964), позначення 3С 10 найчастіше вживається в публікаціях для посилання на радіо залишок B Cas (хоча деякі автори використовують табульоване галактичне позначення G120.7+2.1 з каталогу Гріна 1984 року, а багато авторів також називають його «залишок наднової Тихо Браге»). Оскільки радіо залишок був знайдений до відкриття видимих ниток залишку наднової, ідентифікатор 3С 10 вживається деякими науковцями для позначення залишку на всіх довжинах хвиль.

### Оптичне виявлення
Залишок наднової B Cas був виявлений в 1960-х роках за допомогою телескопу гори Паломар як дуже слабка туманність. Пізніше вона була сфотографована телескопом космічної обсерваторії ROSAT. Наднова була підтверджена як типу IA, коли білий карлик захоплював речовину від супутника, поки не наблизився до межі Чандрасекара й вибухнув. Цей тип наднових зазвичай не створює ефектних туманностей, характерних для наднових II типу (як-от SN 1054, яка утворила Крабоподібну туманність). Вважалося, що газова оболонка розширюється зі швидкістю близько 9000 км/с, але нещодавні дослідження вказують на меншу швидкість розширення — близько 5000 км/с.

### Відкриття зорі-супутника
У жовтні 2004 року було повідомлено про виявлення зорі класу G2, схожої на наше Сонце. Вважається, що саме це та зоря-супутник, яка передала масу білому карлику, що в підсумку вилилося в спалах наднової. Подальші дослідження, опубліковані в березні 2005 року, дали більше подробиць про цю зорю: названа Тихо G, швидше за все до вибуху це була зоря головної послідовності або субгігант, але від впливу наднової вона втратила частину маси, яка була викинута у космос (частково спостерігається у залишку наднової), а її зовнішні оболонки нагрілись ударною хвилею. Поточна швидкість Тихо G є, мабуть, найсильнішим свідченням того, що вона була супутником білого карлика, — вона рухається зі швидкістю 136 км/с, що більш ніж учетверо більше, ніж середня швидкість зірок у її околиці. Однак, це відкриття було поставлене під сумнів у останні роки — зоря перебуває порівняно далеко від центру і не показує обертання, яке можна було б очікувати.

### Спостереження світлової луни
У вересні 2008 року телескоп Субару отримав оптичний спектр майже максимальної яскравості наднової Тихо Браге від розсіяної світлової луни. За допомогою цих даних було підтверджено, що SN 1572 належала до найпоширенішого класу наднових типу Ia SNe.

### Рентгенівські спостереження
Джерело рентгенівського випромінювання, яке отримало назву Цефей X-1 (або Cep X-1), було виявлено рентгенівською обсерваторією UHURU на 4U 0022+63 (Більш ранні позначення в каталогах Х120+2 і XRS 00224+638). Цефей Х-1 насправді розташований у сузір'ї Кассіопеї і був співвіднесений з залишком наднової Тихо.

## У літературі
У дев'ятому епізоді роману Джеймса Джойса «Улісс», Стівен Дедал пов'язує виникнення наднової з молодим Вільямом Шекспіром, а у випуску журналу Sky & Telescope від листопада 1998 року три дослідники з Південно-Західного Університету штату Техас, Дон Олсон і Рассел Дошер з фізфаку і Мерилін Олсон з департаменту англійської мови, стверджували, що ця наднова описана у «Гамлеті» Шекспіра, і саме про неї згадує Бернардо в акті I, сцені I.
Головний герой оповідання Артура Кларка 1955 року «Зірка» побіжно згадує наднову. Вона є основним елементом у науковій статті-обманці Фредеріка Пола «Марсіанські спостерігачі за зорями» (англ. The Martian Star-Gazers), вперше опублікованій в «Galaxy Science Fiction Magazine» 1962 р.